# پل‌های فجر

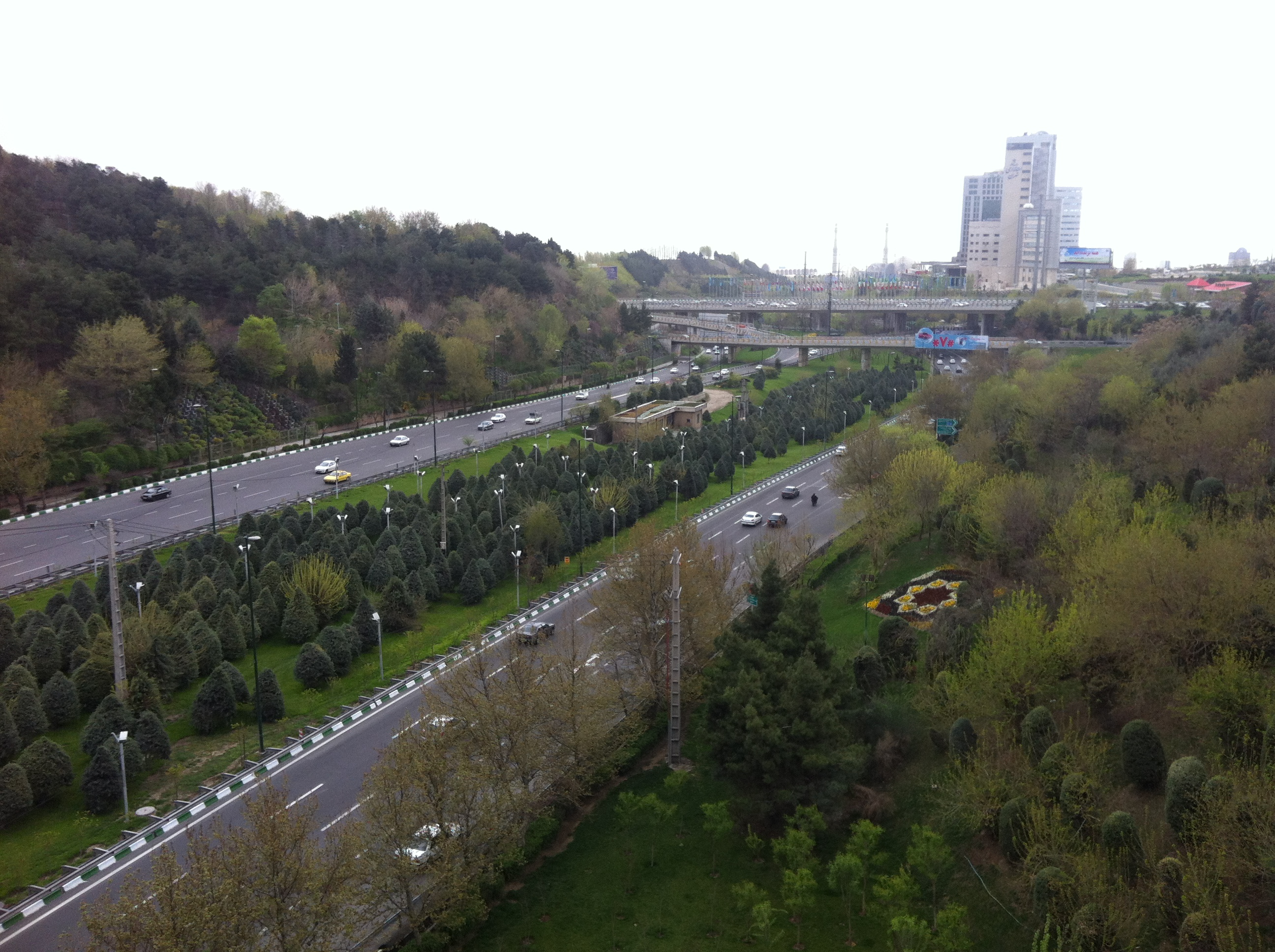
نمایی از پل فجر از روی پل طبیعت

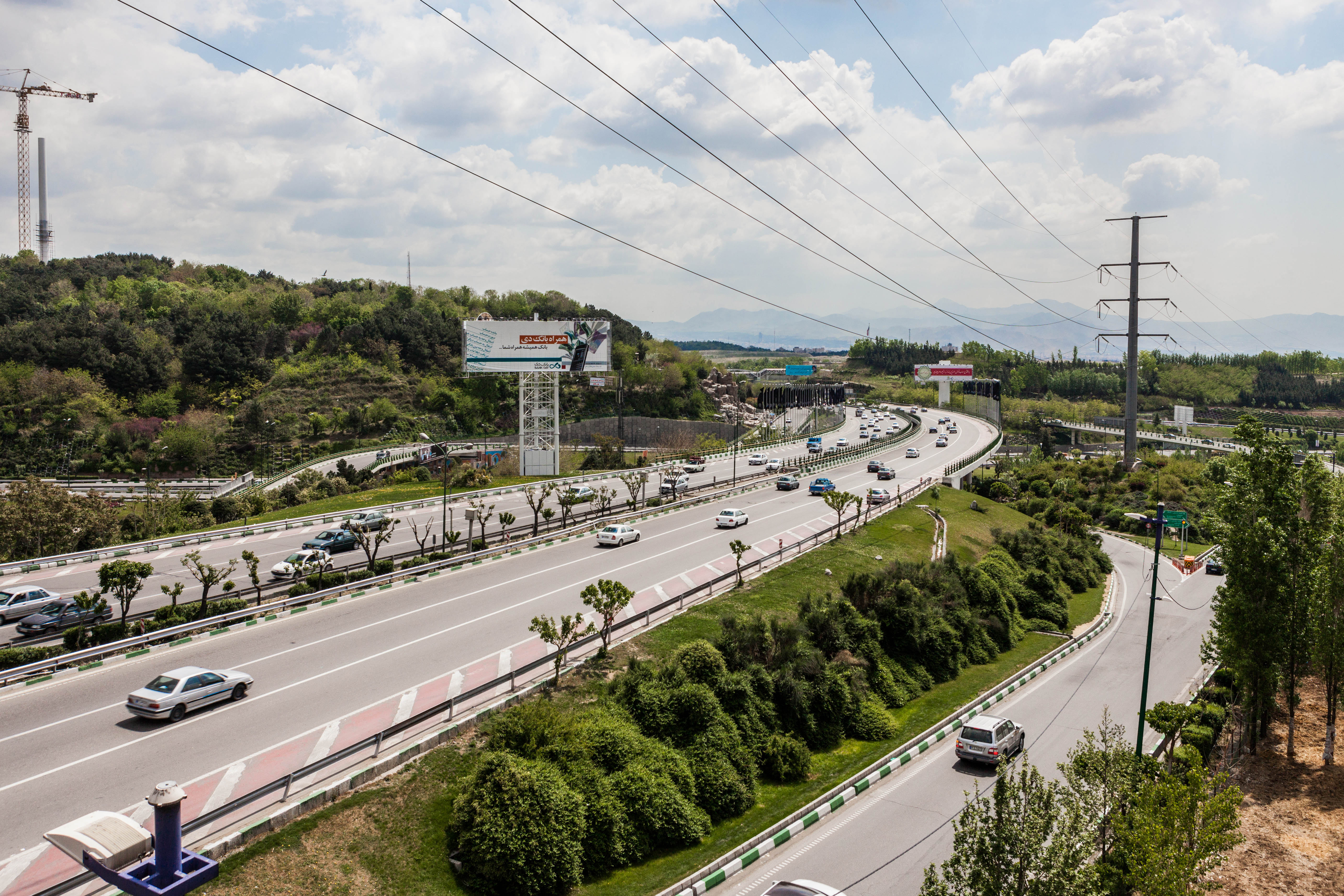
نمایی از پل فجر

پل‌های فجر مجموعه پل‌هایی درهم تنیده‌ای هستند در شهر تهران که بر روی تقاطع‌های بزرگراه مدرس و بزرگراه همت ساخته شده‌ند. این پل‌ها با ساخته شدن بزرگراه همت در دهه هفتاد خورشیدی برای گذر خودروها ساخته شدند.